# 大和田拡幅
大和田拡幅（おおわだかくふく）は、茨城県日立市における国道6号の現道拡幅事業である。

## 概要
日立市は、山と海に挟まれた地形であり、南北方向の幹線道路は国道6号及び国道245号に限られている。幹線道路沿線には住宅地や工場が多く立地していることから、交通が集中し、交通混雑が発生していることが問題になっている。そのため、拡幅工事整備により渋滞の緩和を目指している。また、近隣には重点港湾の茨城港日立港区や、常磐自動車道日立南太田ICも存在し、アクセス向上による地域産業の発展への寄与も期待されている。

### 路線データ
- 起点：茨城県日立市神田町
- 終点：茨城県日立市大みか町
- 全長：3.3 km
- 区分：第3種第1級
- 設計速度：80 km/h
- 計画幅員：25.25 m
- 車線数：4車線

## 歴史
- 1985年（昭和60年）1月：都市計画決定[10]
- 2006年度（平成18年度）：事業化
- 2010年度（平成22年度）：用地買収着手
- 2011年度（平成23年度）：工事着手
- 2013年（平成25年）4月：大みか町6丁目交差点改良（山側道路接続）
- 2017年（平成29年）11月：石名坂交差点移設[11]
- 2018年（平成30年）
  - 5月：大みか町6丁目交差点改良（流出部直進2車線化）
  - 11月22日：石名坂交差点の登坂車線を廃止。右折レーンに変更[12]。

## 交通量
平日24時間交通量（台）
| 区間                        | 平成22 （2010）年度 | 平成27 （2015）年度 | 令和3 （2021）年度 |
| --------------------------- | ------------------- | ------------------- | ------------------ |
| 常磐自動車道～一般国道293号 | 29,765              | 30,241              | 25,976             |
| 一般国道293号～亀作石名坂線 | 37,481              | 30,480              | 28,841             |
| 亀作石名坂線～日立港線      | 37,481              | 30,480              | 28,841             |

（出典：平成22年度道路交通センサス・平成27年度全国道路・街路交通情勢調査・令和3年度全国道路・街路交通情勢調査〈国土交通省ウェブサイト〉より一部データを抜粋して作成）